# OCP (камуфляж)
OCP або Оперативний камуфляж (англ. Operational Camouflage Pattern (OCP)) — деформаційний військовий камуфляж, прийнятий у 2015 році армією Сполучених Штатів для використання як основний камуфляж для армійського бойового однострою (ACU). Спочатку мав кодову назву Scorpion W2. Наприкінці вересня 2019 року цей візерунок офіційно замінив попередній універсальний камуфляж UCP як офіційний зразок камуфляжа бойової уніформи для більшості солдатів армії США. Оперативний камуфляж (OCP) також замінив схожий на нього камуфляж MultiCam, який раніше використовувався підрозділами американських військ, які були задіяні в Афганістані.
Після позитивних відгуків льотчиків, які носили форму під час операцій в Афганістані, Військово-повітряні сили Сполучених Штатів також замінили свою колишню бойову форму льотчика (ABU) на однострої ACU з камуфляжем OCP. У 2019 році оперативний камуфляж також почав використовуватися персоналом Космічних сил США, який перейшов до циз сил з ВПС США.
Оригінальний шаблон візерунка «Scorpion» був розроблений спільним підприємством Дослідницького центру солдатського спорядження армії США Natick Labs та компанією Crye Precision у рамках програми Objective Force Warrior (OFW) приблизно за десять років до прийняття рішення про впровадження камуфляжу OCP в армії США. Пізніше Crye Precision модифікувала його, щоб створити камуфляж MultiCam для комерційних продажів на цивільному ринку. У липні 2014 року армія США оголосила, що однострої зі старим універсальним камуфляжем UCP почнуть замінятись у польових умовах на однострої з новим камуфляжем OCP з літа 2015 року.
На початку квітня 2015 року начальник штабу армії Раймонд Одіерно повідомив, що уніформу з операційним камуфляжем OCP почали видавати солдатам, які прямують до Афганістану, Іраку, Європи та Сомалійського півострову. Армійська уніформа з камуфляжем OCP стала доступна для придбання солдатами з 1 липня 2015 року.

## Історія

### Процес відбору
Вперше оригінальний шаблон візерунка «Scorpion», що пізніше ліг в основу візерунка оперативного камуфляжу OCP був розроблений за державним контрактом і представлений на конкурсі на новий однострій для Армії США компанією Crye Precision у 2002 році.

Камуфляж від Crye Precision виграв конкурс, але нібито через додаткові «комісії за друк» обговорення закупівель уніформи з камуфляжем Scorpion було перервано і у 2004 році остаточно переміг варіант універсального камуфляжу (UCP). Натомість Crye Precision на основі свого візерунку розробила комерційну модель для продажів на цивільному ринку під брендом MultiCam, яка досить швидко стала популярною і вельми розповсюдженою серед військових ентузіастів.

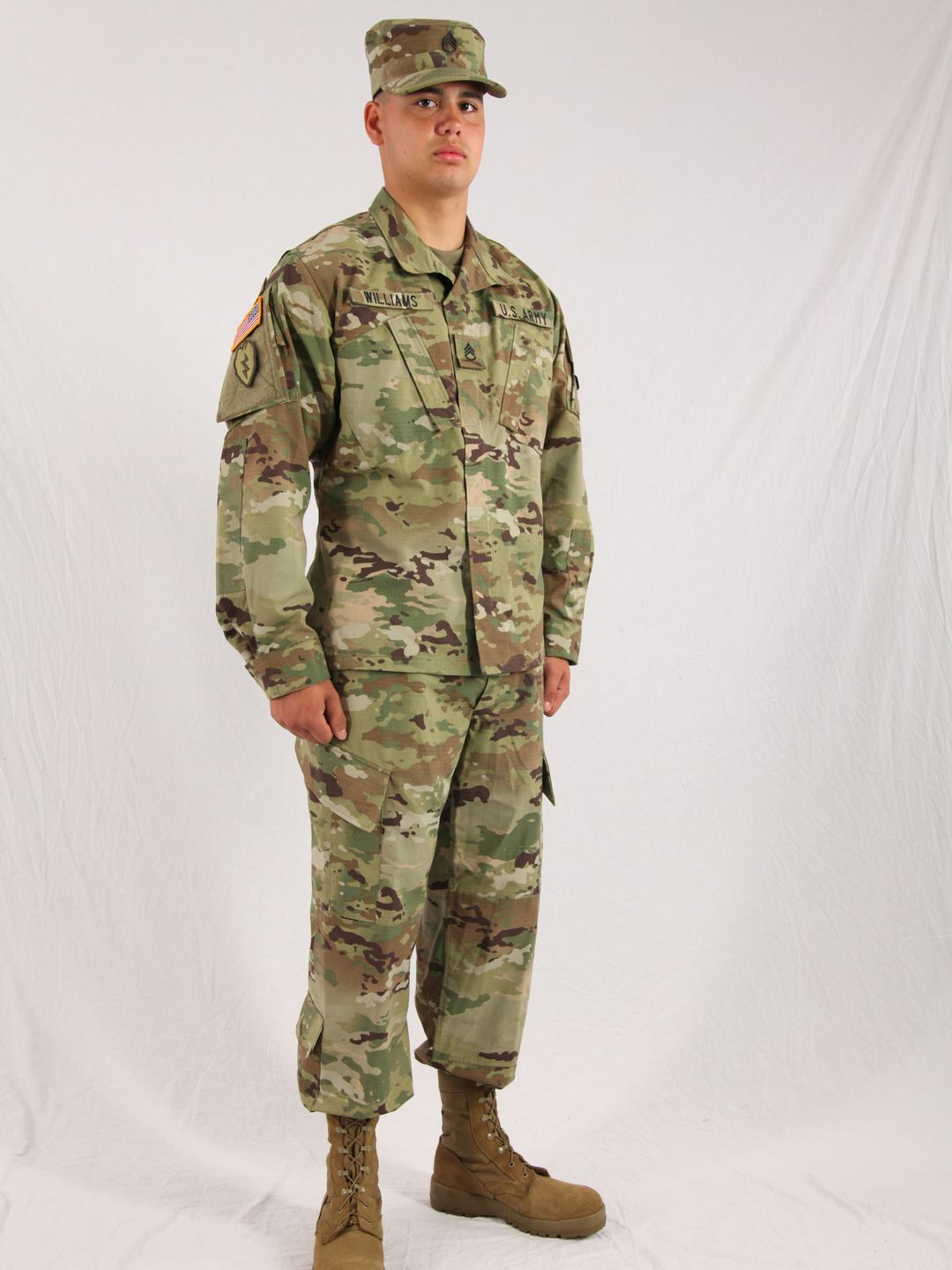
Солдат США в однострої ACU з оперативним камуфляжем OCP

В результаті аналізу бойових дій американського контингенту в Афганістані в рамках операції «Нескорена свобода», на початку 2010-х армія США прийшла до висновку, що універсальний камуфляж UCP не задовольняє належним чином усі потреби в маскуванні для ландшафтів багатьох регіонів Афганістану. Тому у 2010 році для підрозділів, що перебувають в Афганістані, в армії США почали використовувати однострій з камуфляжним візерунком Мультикам.
Шаблон візерунка Scorpion був модифікований Дослідницьким, розробницьким та інженерним центром армії США Natick Soldier у 2009 році та названий шаблоном Scorpion W2.
У 2010 році в рамках Заходів з покращення камуфляжу армії Сполучених Штатів було розглянуто заявки від 22 учасників. До остаточного конкурсу вийшли зразки камуфляжу від п'яти фіналістів і шаблон візерунка Scorpion W2 був серед них у власній заявці армії США (згодом армія відкликала свою заявку, залишивши чотирьох комерційних постачальників). Фіналістами армійського випробування камуфляжу Phase IV стали Crye Precision; спільна заявка ADS Inc. і Hyperstealth Inc.; Brookwood Companies Inc.; і Kryptek Inc.
Оскільки Закон про дозвіл на національну оборону від 2014 року (NDA або NDAA) заборонив будь-якій армійській службі використовувати новий камуфляж, який ще не використовувався до прийняття закону NDA, якщо усі інші служби не приймуть аналогічний шаблон. У результаті армії довелося розглянути чинні шаблони камуфляжу в Міністерстві оборони Сполучених Штатів.
Армія володіє ліцензійними правами на Scorpion W2, що знижує загальну вартість і дає армії можливість обмежити використання шаблону візерунка лише для військовослужбовців.

### Впровадження у використання

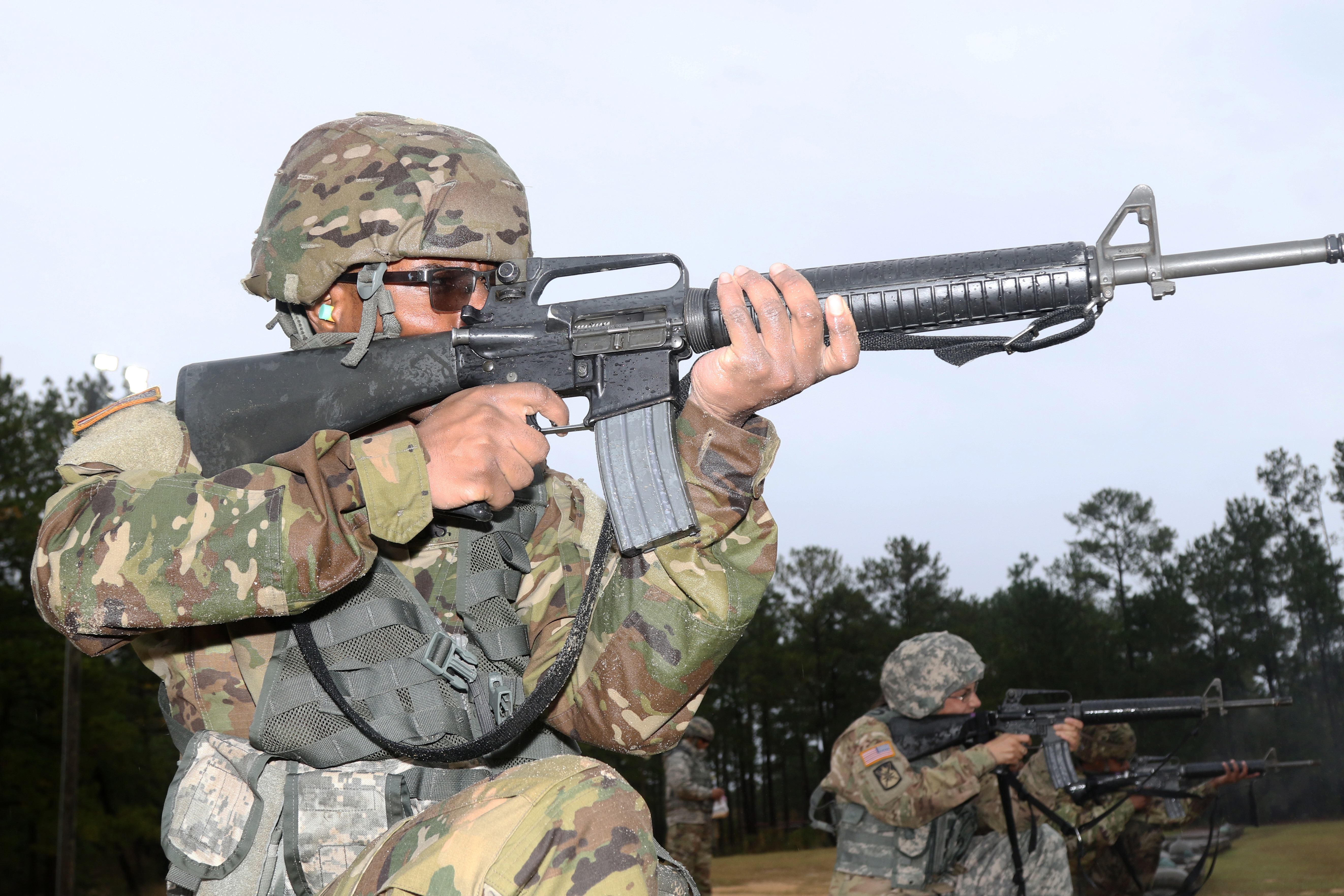
Солдати армії США в уніформі з операційним камуфляжем OCP, що використовуэться одночасно з окремими застарілими елементами обладнанням (підсумками, бронежилетами і шоломом на дальньому солдаті) з універсальним камуфляжем UCP під час стрільби з M16A2 на стрільбищі.

Армійські бойові однострої (ACU) з камуфляжем OCP вперше стали доступними для солдатів армії США 1 липня 2015 року у 20 місцях у суміжних Сполучених Штатах і Південній Кореї, а в перший день продажі перевищили 1,4 мільйона доларів. Хоча солдати, які брали участь у військових місіях, почали отримувати уніформу та спорядження, надруковані в OCP, ще до цієї дати. Колір футболки та пояса, які носять з одностроями ACU з камуфляжем OCP — коричневий 499, на відміну від кольору пісочній пустелі для попередніх одностроїв, хоча солдатам дозволялося продовжувати носити футболки, ремені та черевики старих кольорів до жовтня 2019 р. Бронежилети, ранці та підсумки попередніх моделей з камуфляжами UCP і MultiCam носитимуть, доки їх не можна буде замінити на відповідну амуніцію з камуфляжем OCP.
14 травня 2018 року ВПС США оголосили, що всі льотчики перейдуть з бойової форми авіатора на однострої з оперативним камуфляжем OCP. З 1 жовтня 2018 року авіаторам було дозволено носити форму OCP. Починаючи з 1 жовтня 2019 року новобранцям, які проходять базову підготовку, курсантам Корпусу підготовки офіцерів запасу ВПС і Школи підготовки офіцерів видавалась уніформа з оперативним камуфляжем OCP і до 1 квітня 2021 року всі льотчики повинні були мати однострої OCP. На відміну від армії, ВПС використовують коричневу стропу для іменних стрічок і знаків розрізнення рангів і мають нашивку з прапором приглушених кольорів завжди, а не тільки під час бойового розгортання.
Космічні сили США також прийняли однострої з оперативним камуфляжем (OCP), але з темно-синьою стропою для звань і бейджів.

## Користувачі

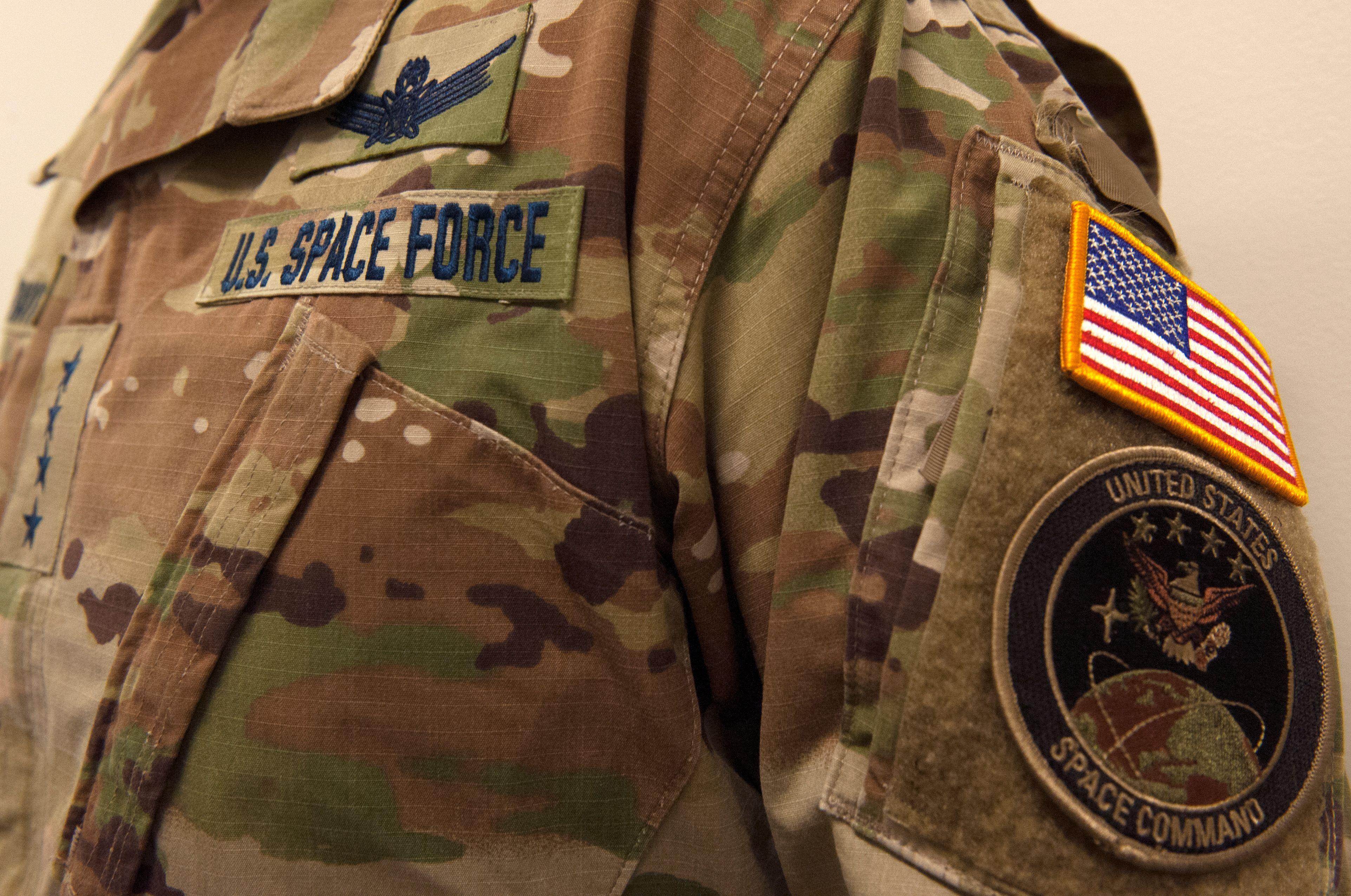
Форма оперативного камуфляжу (OCP) Космічних сил США

- Австралія: виготовлені в США куртки Air Warrior PSGC з оперативним камуфляжем використовуються екіпажами літаків Збройних сил Австралії[11][12].

- Ліван: збройні сили Лівану використовують виготовлену в США уніформу армії з операційним камуфляжем (OCP) стандартною формою з 2017 року.

- Південна Корея: використовується підрозділами KATUSA, замість камуфляжу UCP.

- Україна: станом на 2023 рік постачається Армією США для використання регулярними Збройними силами України і резервістами.

- США: Поточний стандарт камуфляжу Армії США з 2015 року і Повітряних сил США з 2018 року.
  - Армія США
  - Військово-повітряні сили США
  - Космічні сили США
  - Флот США (індивідуальні погодження)[13]

## Виноски
1. ↑  Деяке обмежене використання з відбувалось в 2004-2005 роках для тестування прототипу
2. ↑  З 2019 року припенено використання камуфляжа на одностроях, тепер залишається в експлуатації лише в обмеженій кількості, наприклад на деякому спорядженні для холодної погоди, надмірному спорядженні та старих бронежилетах[1]